# Hopedale (Massachusetts)
Hopedale is een town in Worcester County, Massachusetts, Verenigde Staten. In 2000 had de plaats een inwonertal van 5907 en waren er 2240 huishoudens.

## Externe link

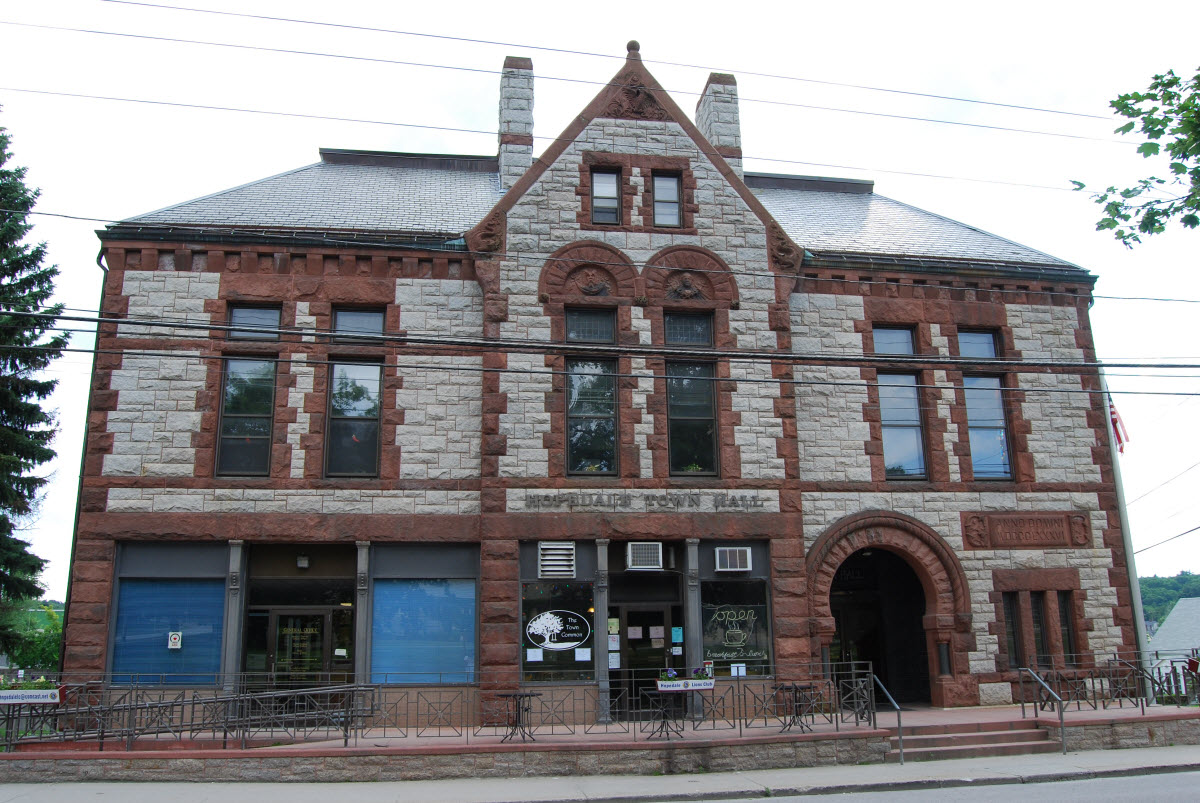
Gemeentehuis van Hopedale